# Морозов-Поплевин, Семён Иванович
Семён Иванович Морозов-Поплевин (ум. 1556) — окольничий, единственный сын боярина и воеводы Ивана Григорьевича Морозова-Поплевина от брака с Аграфеной Дмитриевной Ховриной.

## Биография
В сентябре 1547 года упоминается в чине свадьбы родного царского брата, удельного князя Юрия Васильевича Углицкого, и княжны Ульяны Дмитриевны Палецкой: дружка со стороны невесты.
В 1552 году Семён Иванович Морозов получил чин окольничего. В сентябре того же года участвовал в осаде Казани и в числе прочих бояр, окольничих и воевод должен был «ездити круг города по полком береженья для… по ночом».
В июле 1553 года упоминается в свите царя Ивана Грозного во время коломенского похода «по крымским вестем». В ноябре 1553 года упоминается в чине свадьбы бывшего казанского царя Симеона Касаевича с М. А. Клеопиной-Кутузовой: «за приставкою».
В 1556 году окольничий Семён Иванович Морозов-Поплевин скончался, не оставив после себя потомства.